# Chardoniella andina
Chardoniella andina är en svampart som först beskrevs av Gustaf Lagerheim, och fick sitt nu gällande namn av Buriticá & J.F. Hennen 1980. Chardoniella andina ingår i släktet Chardoniella och familjen Pucciniosiraceae.   Inga underarter finns listade i Catalogue of Life.